# جوزيبي أونغاريتي
جوزيبي أونغاريتي (بالإيطالية:  Giuseppe Ungaretti؛: 8 فبراير 1888-2 يونيو 1970) هو شاعر إيطاليّ حداثيّ، وصحفيّ، وكاتب مقالات، وناقد، وأكاديميّ، كان أول من حصل على جائزة نويستاد الدولية للأدب عام 1970. وبصفته ممثلًا رائدًا للاتجاه التجريبي المعروف باسم الاستغلاقية («الهرميتية»)، كان أحد أبرز المساهمين في الأدب الإيطالي في القرن العشرين. لتأثره بالرمزية، انحاز لفترة وجيزة للمستقبلية. ومثل العديد من المستقبليين، اتخذ موقفًا توحيديًا خلال الحرب العالمية الأولى. ظهر أونغاريتي لأول مرة بصفته شاعرًا أثناء القتال في الخنادق، ونشر أثناءها واحدة من أشهر أعماله  L'allegria («الفرح»)
خلال فترة ما بين الحربين، كان أونغاريتي أحد المتعاونين مع بينيتو موسوليني (الذي التقى به أثناء انضمامه للاشتراكية)، وكذلك مراسلًا أجنبيًا لـ إل بوبلو دي إيطاليا (شعب إيطاليا) وجازيتا ديل بوبلو (مجلة الشعب) بينما ارتبط لفترة قصيرة مع الدادائيين، أنشأ الاستغلاقية كأسلوب شخصي في كتابة الشعر. بعد أن أمضى عدة سنوات في البرازيل، عاد إلى الوطن خلال الحرب العالمية الثانية، وعُيِّن في وظيفة تدريس في جامعة روما، حيث قضى العقود الأخيرة من حياته ومهنته. كان ماضيه الفاشي موضوع جدل.

## السيرة الشخصية

### بدايات حياته
ولد أونغاريتي في الإسكندرية، مصر في عائلة من مدينة لوكا التوسكانية. في طفولته، كانت تعتني به مربية نوبية تدعى باهيتا (بخيتة)، وكشخص بالغ، ادعى أن تأثيرها عليه كان السبب في غرابته. عمل والد أونغاريتي في حفر قناة السويس، حيث تعرض لحادث مميت عام 1890. علَّمته والدته الأرملة، المولودة في كوتور(الجبل الأسود اليوم)، التي كانت تدير مخبزًا على حافة الصحراء، على أسس التعاليم الرومانية الكاثوليكية.
بدأ جوسيبي أونغاريتي تعليمه الرسمي باللغة الفرنسية في المدرسة السويسرية بالأسكندرية. كان هناك أن تعرف على البرناسية والشعر الرمزي، وخاصة أعمال غابرييل دانونزيو، وشارل بودلير، وجول لافورج، وستيفان مالارميه، وآرثر رامبو. كما أصبح على دراية بأعمال الفنانين الكلاسيكيين جاكومو ليوباردي وجوزويه كاردوتشي، وكذلك بكتابات المؤلف المتمرد جيوفاني باسكولي. شهدت هذه الفترة بدايته كصحفي وناقد أدبي، مع نشر مقالات له في ريزورجيتا، وهي مجلة كان يحررها الكاتب اللاسلطوي إنريكو بّي. في ذلك الوقت، كانت له مراسلات مع جوزيبي بريزوليني، محرر المجلة المؤثرة  La Voce( الصوت). وبكونه زائرًا منتظمًا لـ بيت بّي المسمى بـ Baracca Rossa («البيت الأحمر»)، كان أونغاريتي نفسه متعاطفًا مع الدوائر اللاسلطوية الاشتراكية. تخلى عن المسيحية وأصبح ملحدًا. لم يكن حتى عام 1928 أن عاد إلى الإيمان بالكاثوليكية.
في عام 1912، انتقل جوزيبي أونغاريتي البالغ من العمر 24 عامًا إلى باريس، فرنسا. في طريقه إلى هناك، توقف في روما وفلورنسا وميلانو، حيث التقى وجهًا لوجه ببريزوليني. حضر أونغاريتي محاضرات في كوليج دو فرانس وجامعة باريس، وكان من بين أساتذته الفيلسوف هنري برجسون، الذي كان معجبًا به. كما التقى الكاتب الشاب وصادق واحدًا من الشخصيات الأدبية الفرنسية وهو غيوم أبولينير، الذي كان مشجعًا للتكعيبية ورائدًا للسريالية. أصبح لأعمال أبولينير تأثير ملحوظ عليه. كما كان على اتصال مع المغتربين الإيطاليين، ومن بينهم ممثلين بارزين للمستقبلية مثل كارلو كارا، وأومبيرتو بوكيوني، وألدو بالاتسيشكي، وجيوفاني بابيني، وأردنغو سوفيتشي، وكذلك مع الفنان البصري المستقل أميديو موديلياني.

## روابط خارجية
- جوزيبي أونغاريتي على موقع IMDb (الإنجليزية)
- جوزيبي أونغاريتي على موقع الموسوعة البريطانية (الإنجليزية)
- جوزيبي أونغاريتي على موقع ميوزك برينز (الإنجليزية)
- جوزيبي أونغاريتي على موقع ديسكوغز (الإنجليزية)